# Samuel David Roller

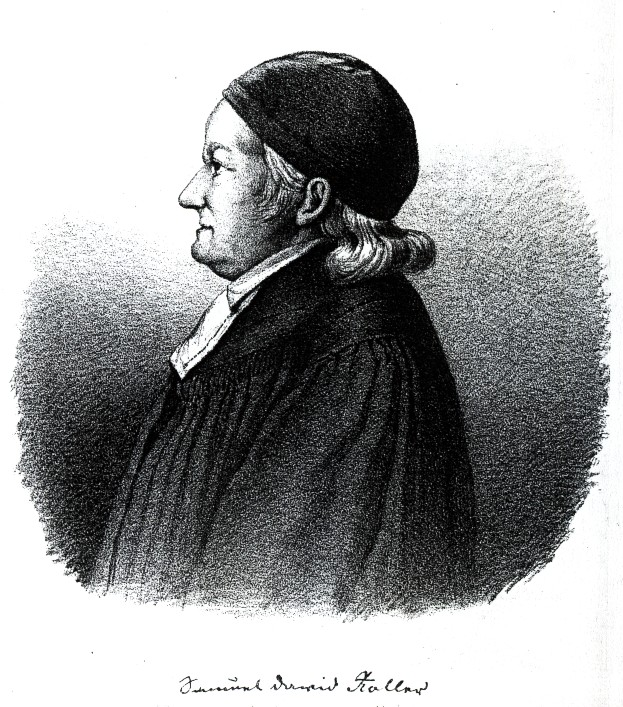
Samuel David Roller

Samuel David Roller (* 25. Dezember 1779 in Heynitz bei Meißen; † 26. August 1850 in Lausa bei Dresden) war lutherischer Pfarrer und wirkte auch als Pädagoge und Liederdichter.

## Herkunft
Seine Eltern waren der Pfarrer in Heynitz Samuel Andreas Roller (1725–1784) und dessen Ehefrau Eleonore Elisabeth Glasewald (1744–1812).

## Leben
Bekannt wurde Roller, der von 1786 bis 1795 seine Jugendzeit in Söbrigen verbrachte, insbesondere durch Wilhelm von Kügelgens Jugenderinnerungen eines alten Mannes. Roller konfirmierte Kügelgen 1816 in Lausa, später auch dessen Bruder Gerhard. Pastor Roller, wie er landläufig genannt wurde, und Wilhelm v. Kügelgen blieben dann lebenslang in Verbindung.
Er wirkte von 1811 bis 1850 als Pfarrer in der heutigen Kirchgemeinde Weixdorf (damals Lausa). Die Lausaer Kirche trägt ihm zu Ehren den Namen Pastor-Roller-Kirche. Außerdem nach ihm benannt wurde die Pastor-Roller-Straße im Ortsteil Lausa in der heutigen Dresdner Ortschaft Weixdorf, deren nördlicher Ast durch Pfade mit dem Kügelgenweg verbunden ist.
Zuvor war Pastor Roller unter anderem als Hauslehrer tätig und betrieb zeitweilig ein Jungenbildungsinstitut in Dresden. Zu seinen Schülern zählte auch Theodor Körner.
Er unterstützte mit seinem Amtskollegen im benachbarten Dorf Grünberg die Gründung der Dresdner Mission (später Leipziger Missionswerk) durch die Einrichtung einer Missionsvorschule zur Vorbereitung von Kandidaten auf einen Dienst bei diesem Werk.
Im Jahr 1827 dichtete Roller die aus der Feder des Leipziger Dichterjuristen August Cornelius Stockmann stammende Ode Wie sie so sanft ruhen, alle die Seligen in ein glaubensfrohes Ewigkeitslied um. In kluger Berechnung übernahm er die erste Verszeile und sicherte sich so einen Anteil an der enormen Popularität des Liedes, das in seiner Fassung dann in evangelische Gesangbücher Eingang fand.

## Werk
- Christliches Gesangbuch oder Sammlung von 784 meist alten Kronliedern der evangelischen Kirche 1830, Digitalisat

## Familie
Roller heiratete am 27. September 1847 Clare von Paschwitz (1820–1880), eine Tochter des Oberst Karl von Paschwitz. Er hatte sie bei einem Besuch auf dem Schloss Hermsdorf kennengelernt. Die Witwe heiratete dann 1855  Dr. Michael Laseron (1819–1894).